# 擬死

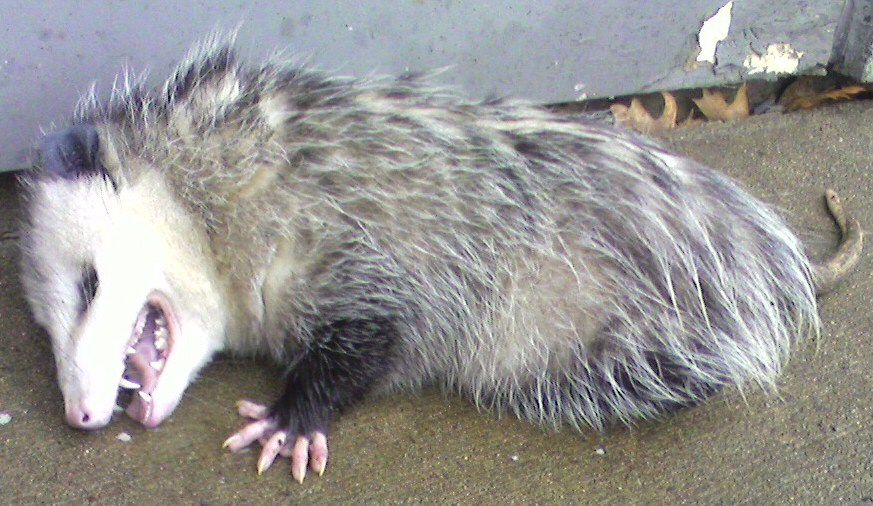
擬死を行うオポッサム

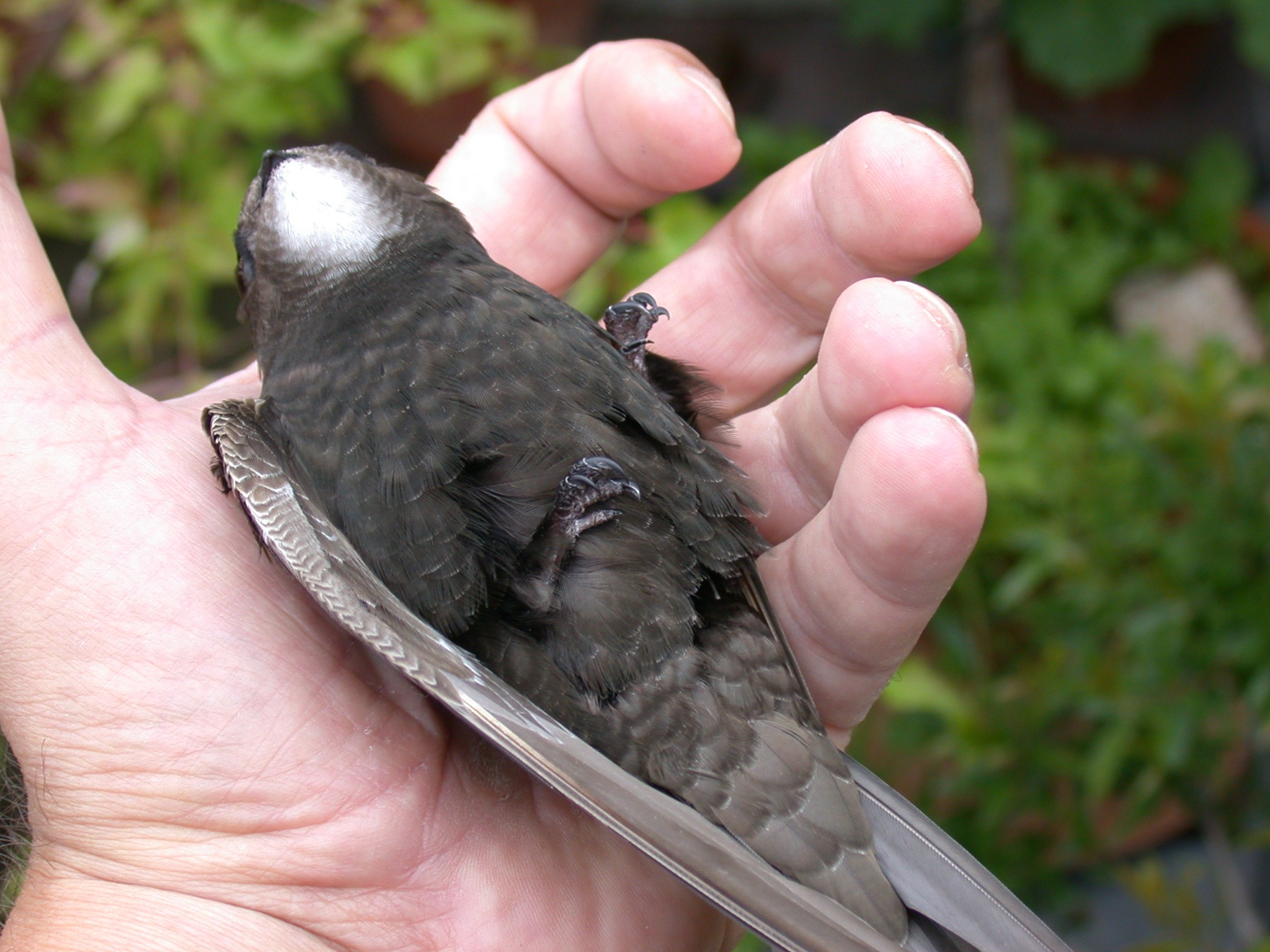
擬死を行うヨーロッパアマツバメ

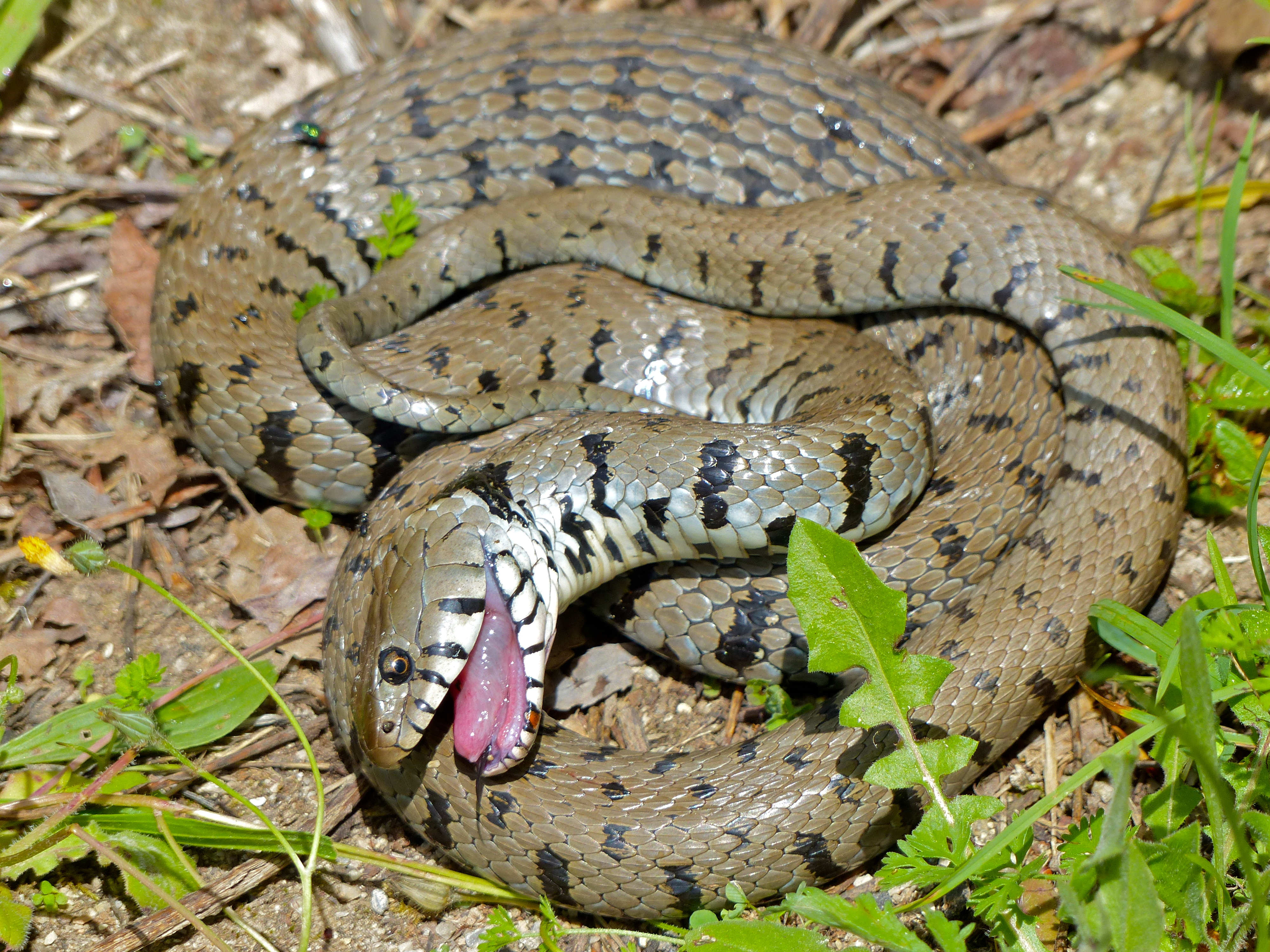
Barred grass snakeの擬死

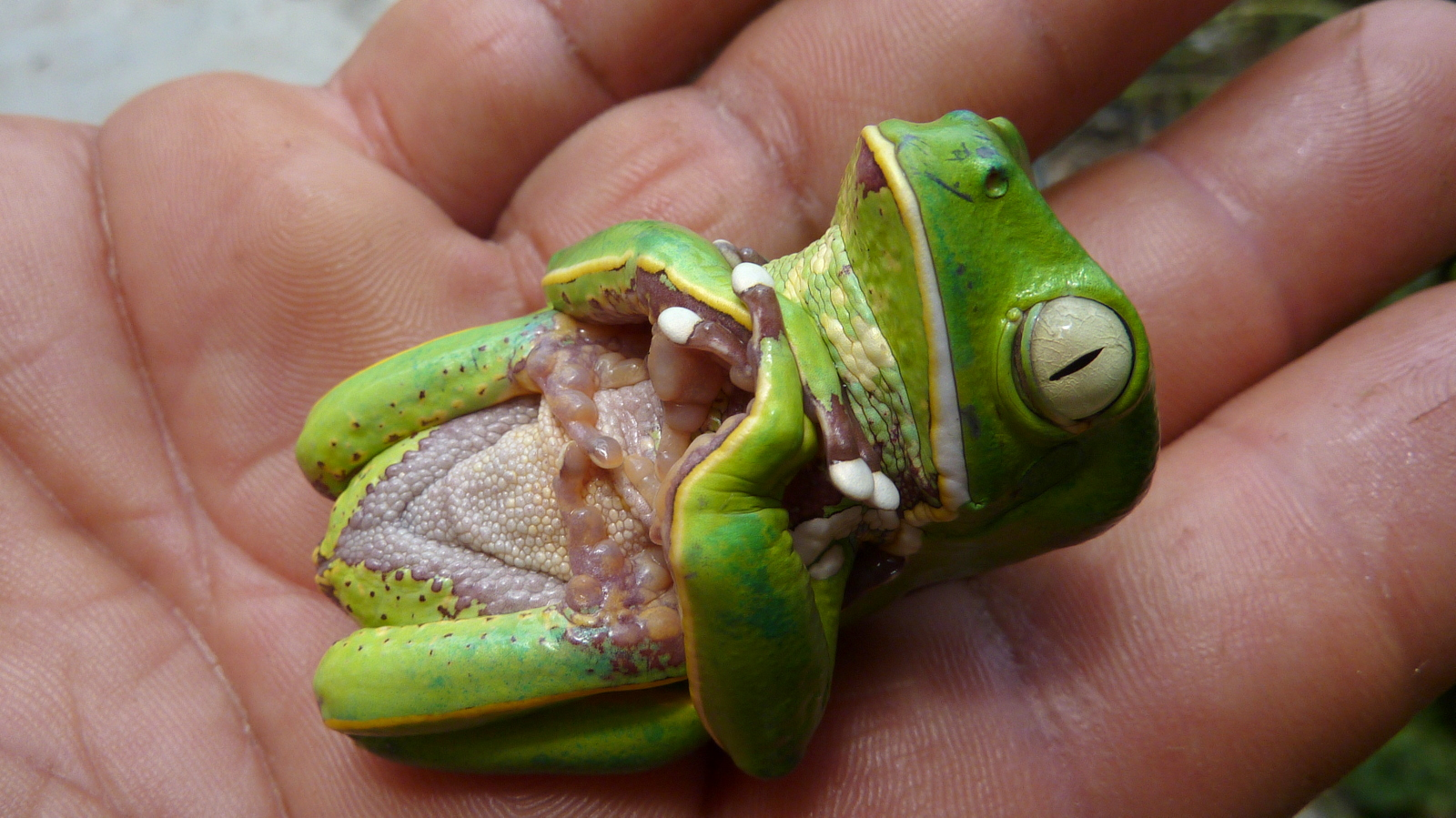
擬死を行うカエル

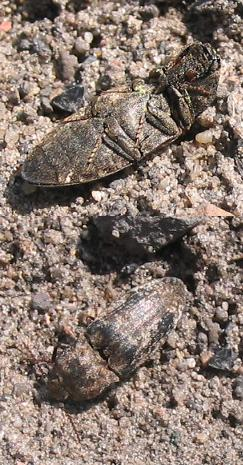
コメツキムシの擬死

擬死（ぎし、タナトーシス）は、外敵に襲われた動物が行う行動ないし反応の一つの類型で、動かなくなってしまうことを指す。個体が意図をもって死んだように見せる演技をしているわけではないが、俗に「死んだふり」や「死にまね」と言われて混同されている。（意思をもって行う死んだふりを含めて）日本ではタヌキの擬死から狸寝入り、英語では playing possum （ポッサムの真似）と言う。捕まった後に動かなくなる状態を接触後不動という。
人間が犬などに向かって発砲音を出した後に動物が死ぬ振りをするように教え込んだり、つかんだり、ひっくり返したり、何かしら人間が関与して「死ぬ演技」をさせるのは、動物催眠（animal hypnosis）と呼ばれる。
これらは、一種の捕食回避と考えられる。

## 概要
擬死の状態は、動物によって様々である。昆虫などでは、手足を縮め、体に密着させる形をとるものと、手足をこわばらせたような形をとるものとがある。いずれにせよ、この状態で体は硬直し、指で押させたぐらいでは形を変えない。他方、体の力を抜いた形で動かなくなるものもある。
動物では、体温、心拍数、呼吸数を遅くし、死臭や体液を出して捕食者に感染症などの警戒を起こさせるものもいる。この生存戦略は、獲物を捕らえるためや求愛活動でも利用されている。
多くの場合、しばらく放置すれば、やがて手足など体の末端が動き始め、手足を伸ばし移動を始める。

## 擬死を行う生物の例
虫
擬死を行う動物は幅広い。昆虫では、ナナフシ、カメムシ、ハムシ、コガネムシ、ゾウムシ、コメツキ、タマムシ、その他コウチュウ目に例が多い。昆虫以外では、クモ、ヤスデ、カニの一部などによく似た状態が見られる。ミジンコにも確認された。
哺乳類
キタオポッサムは擬死行動をすることで有名である。キタオポッサムは、死んだふりとともに感染症を疑わせる死臭を出す。モルモットやウサギ（家畜・野生種ともに）
鳥
鳥は、お腹を上になるようひっくり返すと擬死状態になる。また、ニワトリが地面に引かれた一本の線を凝視し続ける現象Chicken hypnotismは、1646年に医者アタナシウス・キルヒャーが書き残している。
爬虫類
いくらかのヘビやトカゲで確認されている。シシバナヘビは、嫌な異臭を肛門腺から分泌し、血を吐いて死を偽装する。
両生類
カエルがヘビに見つからず、見つかった後でも逃げるようために一時的に止まることがある。スズガエル科には、捕食者に目立つ警戒色がある腹を見せつける種もいる。
魚
鮫などの軟骨魚類も、お腹を上になるようひっくり返すと擬死状態になる。また、サメの卵嚢の中の幼少のサメは、捕食者が発する電界を察知してフリーズする挙動が見られる。
Nimbochromis livingstonii等の数種の魚は腐肉食の魚をおびき寄せ捕食するために利用する。

### 接触後不動
猫が首根っこをつかまれると大人しくなるように、魚類のキンギョ、メダカ、マス、テンチなどの複数の種で背中をつかまれると動きを止める。アリジゴクなど複数の種で、鳥などに捕まった後に動きを止める挙動をとる。
このような捕食者に捕まった後に不動になる生態を接触後不動（英語：post-contact immobility）という。

### 特殊な例
ヨーロッパキシダグモは、メスがオスを捕食するために巣に持ち帰るが機を見てメスと交尾を行う。研究によると、死んだふりをするクモの方が成功率が高い。

## 研究
1883年にチャールズ・ダーウィンがエッセーで初めて報告した。1900年に『ファーブル昆虫記』を著したジャン・アンリ・ファーブルによる『ゴミムシダマシ（ヒョウタンゴミムシ）の擬死の観察』で、そこからしばらくは発展しなかった。
昆虫ではトゲヒシバッタが脚などの突起物を突き出してこわばらせる姿勢の擬死を行い、それによってトノサマガエルによる捕食をほぼ完全に回避できることが知られている。このタイプの擬死ではその姿勢を維持すること自体が重要であり、人間がそれを「死んだふり」と誤って解釈していることになる。

### 実験例
Miyatake et al.(2004)は、被食者としてコクヌストモドキ（コウチュウ目）と捕食者としてアダンソンハエトリ（クモ目）との間で実験を行った。ハエトリはコクヌストモドキを発見すると攻撃するが、一撃では殺せず、コクヌストモドキは擬死に入る。ハエトリが攻撃を繰り返す際、被食者が身動きすると攻撃が続き殺されるのに対して、動かないでいると攻撃をやめる事が多いという。彼らは断定を避けながらも擬死がある程度の効果を持つ事を示唆している。なお、ショウジョウバエの場合、一撃で殺されるから、コクヌストモドキが硬い外殻を持つことがこれを可能にしている。
カエル
カエルが蛇ににらまれると固まることが知られているが、これも生存戦略として備わった能力である。三つの理由があり、（１）ヘビが捕える動きをした後に逃げれば対応できず見失うため、（２）ヘビも一度動くと見失うことからにらみ合いになると膠着状態となり、その間に別のカエルが来ると蛇が目移りして当初の目標を見逃すため（３）ヘビは静止した状態のカエルを見つけるのが難しい。などの理由が研究からわかっている。

## ニホンアナグマ等
ニホンアナグマやホンドタヌキ、エゾタヌキなど、主に哺乳類における擬死の利点を説明する。

### 擬死の利点
（本節は 西野（2009）を参考文献とする）
脊椎動物の擬死（thanatosis）は、動物催眠（animal hypnosis）、または、持続性不動状態（tonic immobility）と呼ばれることもあるが、この節では「擬死」という語句を使用して説明する。
擬死の機構
動物は自らの意志で擬死（death feigning, playing possum）をするのではなく、擬死は刺激に対する反射行動である。哺乳類では、タヌキやニホンアナグマ、リス、モルモット、オポッサムなどが擬死をする。
擬死を引き起こす条件や擬死中の姿勢、擬死の持続時間は動物によって様々である。
イワン・パブロフは脊椎動物の擬死の機構を次のように説明している。

「不自然な姿勢におかれた動物がもとの姿勢に戻ろうとしたときに抵抗にあい、その抵抗に打ち勝つことができない場合にはニューロンの過剰興奮を静めるための超限制止がかかってくる」（イワン・パブロフ）

擬死を引き起こす刺激
拘束刺激は擬死を引き起こす刺激の一つである。カエルやハトなどは強制的に仰向けの姿勢をしばらく保持すると不動状態になる。また、オポッサムはコヨーテに捕獲されると身体を丸めた姿勢になって擬死をする。
擬死の利点
本種が擬死を行うことによる利点として、身体の損傷の防止と捕食者からの逃避が考えられる。擬死は捕食者に捕えられたときなどに起こる。捕食者から逃げられそうにない状況下で無理に暴れると疲労するだけでなく、身体を損傷する危険がある。捕食者は被食者が急に動かなくなると力を緩める傾向がある。このような時に捕食者から逃避できる可能性が生まれる。この機会を活かすためには身体の損傷を防ぐ必要がある。
擬死の特徴
擬死中の動物は、ある姿勢を保持したまま不動になる。その姿勢は動物により様々である。ただ、不動状態のときの姿勢は普段の姿勢とは異なる不自然な姿勢である。

動物は外力によって姿勢を変えられると、すぐに元の姿勢を維持しようして動作する。この動作を抵抗反射（resistance reflex）という。しかし、擬死の状態では抵抗反射の機能が急に低下して、不自然な姿勢がそのまま持続する。このような現象をカタレプシー（catalepsy）という。カタレプシーは擬死中の動物すべてにあてはまる特徴である。

擬死の持続時間は、甲虫類以外は数分から数十分で、擬死からの覚醒は突然起こる。擬死中の動物に対して機械的な刺激（棒で突くなど）を与えると覚醒する（甲虫類は逆に擬死が長期化する）。

擬死中は呼吸数が低下し、また、様々な刺激に対する反応も低下する。

擬死中の動物の筋肉は通常の静止状態の筋肉と比較してその固さに違いがあり、筋肉が硬直している。そのため、同じ姿勢を長時間維持することが可能となる。
註
1. ↑  他の生物に捕食される生物のこと --『広辞苑』より。

本節の参考文献
- 西野浩史 著「4 擬死 - むだな抵抗はやめよう」、酒井正樹・日本比較生理生化学会 編『動物の生き残り術 - 行動とそのしくみ』（初版）共立出版〈動物の多様な生き方 2〉、2009年5月25日 1刷発行、p58 - p77頁。ISBN 978-4-320-05688-6。
- 『広辞苑』（第5版）岩波書店〈シャープ電子辞書 PW-9600 収録〉、1998年 - 2001年。